# Alina Grosu
Alina Grosu (em ucraniano:  Аліна Ґросу) é uma cantora ucraniana da minoria romena. Ela lançou o seu primeiro álbum de estúdio em 2000 e lançou um total de quatro álbuns.

## Carreira
Grosu nasceu em 8 de junho de 1995 em Chernivtsi, na Ucrânia. Ela entrou no mundo da música depois de vencer um concurso musical. O prémio foi gravar uma música em estúdio, onde conheceu a cantora Iryna Bilyk. Elas lançaram quatro álbuns. Após o seu sucesso na música, ela mudou-se para Kiev por razões práticas.
Grosu participou de concursos de canto como o Slavianski Bazaar em Vitebsk e as finais nacionais do Festival Eurovisão da Canção Júnior.
Em 2017, Alina Grosu muda sua direção musical e lança diversos singles como: “I Want a Bass”, “Remember” e “Last Night”. O sucesso das composições foi apoiado por vídeos escandalosos, que conquistaram mais de 1 milhão de visualizações no YouTube em um dia.

## Discografia
- Together with me (2000)
- Bdzhilka (2002)
- The sea is worried (2004)
- I want to be naughty (2008)
- Chalk on asphalt (2010)
- Bass (2018)
- GROSU (2021)